# Jamal Barzinji

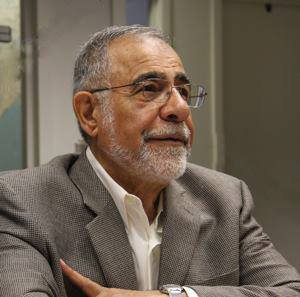
Jamal Barzinji (2010)

Jamal Barzinji (arabisch جمال برزنجي Dschamal Barzindschi; geboren am 15. Dezember 1939 in Mossul, Königreich Irak; gestorben am 26. September 2015 in Virginia, Vereinigte Staaten) war ein irakisch-amerikanischer Geschäftsmann und eine Persönlichkeit des Islams in den Vereinigten Staaten.

## Leben
Er war mit dem International Institute of Islamic Thought (IIIT), der Weltversammlung der Moslemischen Jugend und der SAAR-Stiftung verbunden. Er war einer der Gründer der Islamischen Gesellschaft Nordamerikas und war auch Präsident der Moslemischen Studentenvereinigung.